# حسين رجب
حسين رجب لاعب كرة قدم مصري ، ويلعب حاليًا لنادي المصري في مركز خط وسط الهجومي. وشارك مع المنتخب الأولمبي في بطولة أفريقيا تحت 23 سنة لكرة القدم 2015 تحت قيادة حسام البدري.

## روابط خارجية
- حسين رجب